# Valiato de Hiyaz
El valiato de Hiyaz (en árabe: ولاية الحجاز‎ Wilayat al-Ḥijāz; en turco otomano: ولايت حجاز‎ Vilâyet-i Hijaz) se refiere a la región de Hiyaz en Arabia cuando se administraba como provincia de primer nivel (valiato) del Imperio otomano. A principios del siglo XX, según se informa, tenía un área de 96 500 millas cuadradas (249 935 km²). El Hiyaz incluía toda la tierra desde la frontera sur del valiato de Siria, al sur de la ciudad de Ma‛an, hasta la frontera norte del valiato de Yemen, al norte de la ciudad de Al Lith.
A pesar de su escasez de recursos naturales, la región tuvo una gran importancia política como cuna del Islam y fue una fuente de legitimidad para el dominio otomano. Los subsidios proporcionados por el estado y el azaque fueron la principal fuente de ingresos para la población de las dos ciudades santas, pero el comercio generado por el hach también fue una fuente importante de ingresos. 
La fuerza regular otomana en Hiyaz se constituyó como una fırka (división), adscrita al Séptimo Ejército en Yemen. Fuera de las ciudades y pueblos, la autoridad otomana era débil. Solo Medina y Yeda tenían guarniciones permanentes.

## Historia

### Antecedentes

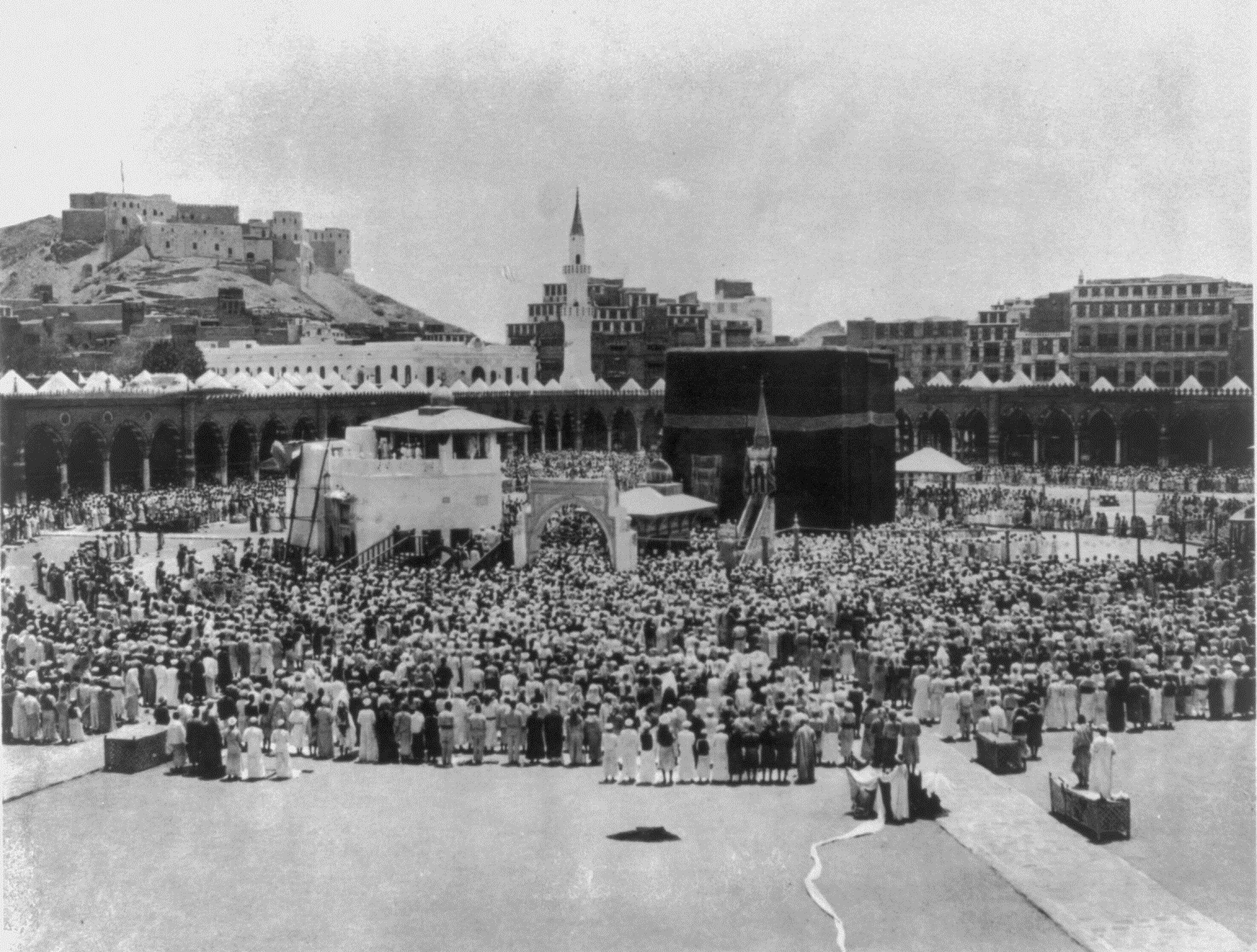
La Kaaba en La Meca, 1889.

El sultán Selim I derrotó al sultanato mameluco en 1517 y se hizo cargo de Egipto. El Hiyaz era en ese momento una suzeranía mameluca y había dependido de Egipto para las importaciones de cereales, también estaba amenazado por una agresiva armada portuguesa en el Mar Rojo. Como resultado, el emir de La Meca en ese momento, Berekat ibn Muhammed Haseni, envió a su hijo de 12 años, Muhammad (futuro "Ebu-Numey"), a Egipto y prometió su lealtad al sultán otomano, junto con la llave de La Meca. El sultán permitió que el emir de La Meca permaneciera en el poder a cambio de lealtad al sultán. Para fortalecer la legitimidad del sultán en Hiyaz y en el mundo musulmán, el sultán adoptó el título de Guardián de los Santos Lugares. Inicialmente, los otomanos administraron el Hiyaz bajo el eyalato de Egipto. El Jerife de La Meca representaba la autoridad imperial en la región. La administración más tarde recayó en los gobernadores de Yeda, y el eyalato de Yeda se transformó más tarde en el valiato de Hiyaz, con un gobernador en La Meca.

### Primera reconquista árabe
Desde la década de 1750, los musulmanes wahabíes, una secta puritana de la región de Néyed respaldada por la influyente familia Al Saud, comenzaron a representar una amenaza para la estabilidad del Hiyaz. En 1801, mientras la puerta otomana se desviaba hacia la invasión francesa de Egipto, los wahabíes dominaron las defensas locales de Hiyaz y capturaron las ciudades santas. Şerif Pasha, el gobernador de Yeda, luchó temporalmente para recuperar La Meca de los wahabíes, pero finalmente fue derrotado en 1806. Los wahabíes impusieron sus estrictas doctrinas religiosas en las ciudades santas; la mención del sultán estaba prohibida durante los sermones de los viernes, los funcionarios de las cuatro madhabs (escuelas de jurisprudencia islámica) fueron despedidos y reemplazados por wahabíes. A principios de 1807, el líder del ejército wahabí Ibn Saud ordenó la expulsión de todos los peregrinos y tropas leales al Emir de La Meca, seguido más tarde por el saqueo de la ciudad. Se alegó que Ibn Saud prohibió las caravanas de peregrinos que iban acompañadas de trompetas y tambores, que eran contrarias a las doctrinas wahabíes.
El gobierno otomano se vio incapaz de enfrentarse a los wahabíes y le dio la tarea de derrotarlos al poderoso Mehmet Alí Pasha de Egipto en 1809-1810. Mehmet Alí Pasha envió un ejército al mando de su hijo Tusun Pasha en 1811, y retomó con éxito Medina y La Meca en 1812 y 1813 respectivamente. Tusun Pasha murió de una enfermedad durante la campaña y fue reemplazado por su hermano menor, Ibrahim Pasha, quien continuó la campaña en el Néyed, y la guerra terminó solo en septiembre de 1818, con la derrota y disolución de lo que se conoció como el Primer Estado Saudita. De 1818 a 1845, la región sería administrada por Egipto, hasta que Mehmet Alí se vio obligado a devolver Hiyaz al sultán como resultado de la segunda guerra turco-egipcia. Osman Pasha fue nombrado gobernador del Hiyaz. Se redefinieron mejor las fronteras de la provincia y se restauró el Emirato de La Meca.

### Época del valiato

La península arábiga en 1914.

A fines de la década de 1860, se envió una comisión al Hiyaz para reorganizar la provincia, y las décadas siguientes vieron la introducción de reformas administrativas. Hiyaz se reorganizó como valiato en 1872 de acuerdo con la Ley de Valiatos de 1864. La provincia se dividió en sanjacados, kazas y nahiyes. La Meca se convirtió en el centro del valiato, con Medina y Yeda como sanjacados. La estructura administrativa del Hiyaz fue reformada, pero algunos cambios promulgados en el resto del Imperio no se implementaron aquí.
Los pueblos de La Meca y Medina estaban exentos del pago de impuestos y, de hecho, recibieron subsidios, llamados surre, del tesoro otomano que se distribuiría entre los pobres de La Meca y Medina. La región de Hiyaz recibió subvenciones por primera vez durante el reinado del califa abasí Al-Muqtadir en el siglo X, luego se convirtió en costumbre para otros califas y sultanes enviar estas subvenciones. Sin embargo, aparte de los residentes de La Meca y Medina, los habitantes de otras ciudades y pueblos no se beneficiaron tanto. También se pagaron subsidios a notables jeques nómadas, que tenían el potencial de interrumpir el paso de los peregrinos en la región. Toda la provincia también estaba exenta del servicio militar; los intentos de revocar esta exención fueron bloqueados por el Jerife de La Meca.
Los otomanos mantuvieron una fuerza de guarnición de 7 000 soldados bajo el mando de oficiales, además de la propia guardia personal de jerife de 500. Las guarniciones adecuadas se colocaron en las ciudades de La Meca y Medina, mientras que las guarniciones de bolsillo se mantuvieron en Yeda, Yanbu y Taif, todos los cuales estaban junto al estratégico ferrocarril de Hiyaz. Además de estos asentamientos, las carreteras y otra infraestructura no estaban bajo el control otomano: las carreteras a Yanbu desde Medina requerían escoltas fuertes y la ruta ferroviaria Meca-Medina estaba cerrada regularmente por miembros de tribus que exigían el pago del pasaje; los robos en las carreteras y los asesinatos eran comunes en estas carreteras.
Los otomanos completaron el ferrocarril de Hiyaz, que unía Damasco con Medina, en 1908, pero el ferrocarril sufrió graves daños durante la Primera Guerra Mundial y luego fue abandonado. En 1916, como resultado de la correspondencia Husayn-McMahon, jerife Husayn ibn Ali se declaró rey del Hiyaz.

## Demografía
La población exacta del Hiyaz es imposible de determinar, en particular debido a la movilidad de los beduinos y peregrinos, y también debido a la incapacidad de las autoridades otomanas para realizar un censo en Arabia. Según el censo otomano de 1885, la población del valiato era de 3 500 000. Según William L. Ochsenwald, la población real del Hiyaz, incluidos los asir, a finales del siglo XIX oscilaba entre 400 000 y 800 000.
La mayor parte de la población no estaba asentada e incluía a nómadas y seminómadas que se ganaban la vida con la cría de ganado. Las tribus beduinas dominaban la región, y el control otomano sobre ellas era en su mayoría indirecto, designando gobernadores a Medina y Yeda pero permitiendo el gobierno local en otros lugares.

## Divisiones administrativas
Sanjacados:
1. Sanjacado de Mekke-i-Mükerreme (La Meca)
2. Sanjacado de Medine-i-Münevvere (Medina); se convirtió en sanjacado independiente en el verano de 1910.[24]
3. Sanjacado de Cidde (Yeda)